# Nabis brevis
Nabis brevis är en insektsart som beskrevs av Clarke H. Scholtz 1847. Nabis brevis ingår i släktet Nabis, och familjen fältrovskinnbaggar. Arten är reproducerande i Sverige.